# معسكر اعتقال أورانينبورغ

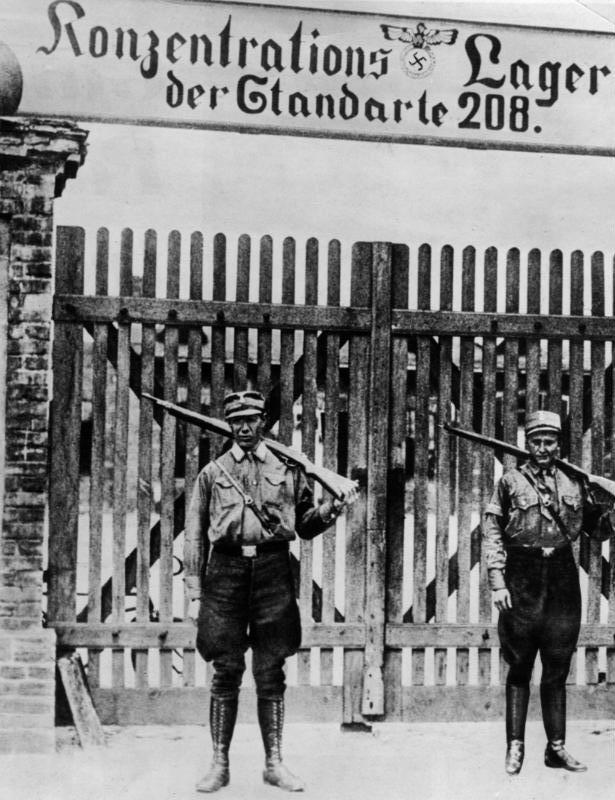
KZ Oranienburg، ألمانيا النازية 1933.

معسكر اعتقال أورانينبورغ (بالألمانية: Konzentrationslager Oranienburg) كان معسكر اعتقال ألماني مبكر، وكان من أوائل مرافق الاعتقال التي أنشأها النازيون في ولاية بروسيا عندما استولوا على السلطة عام 1933. احتجز فيه المعارضين السياسيين للحزب الاشتراكي القومي الألماني من منطقة برلين، ومعظمهم من أعضاء الحزب الشيوعي الألماني والاشتراكيين الديمقراطيين، بالإضافة إلى عدد من الرجال المثليين وعشرات من غيرهم من الأشخاص غير المرغوب فيهم.  
تأسس في وسط مدينة أورانينبورغ على الطريق الرئيسي إلى برلين عندما استولت كتيبة العاصفة على مصانع بيرة مهجورة. تمكن المارة من النظر داخل محيط السجن. وسار السجناء عبر المدينة للقيام بأعمال السخرة نيابة عن المجلس المحلي. 

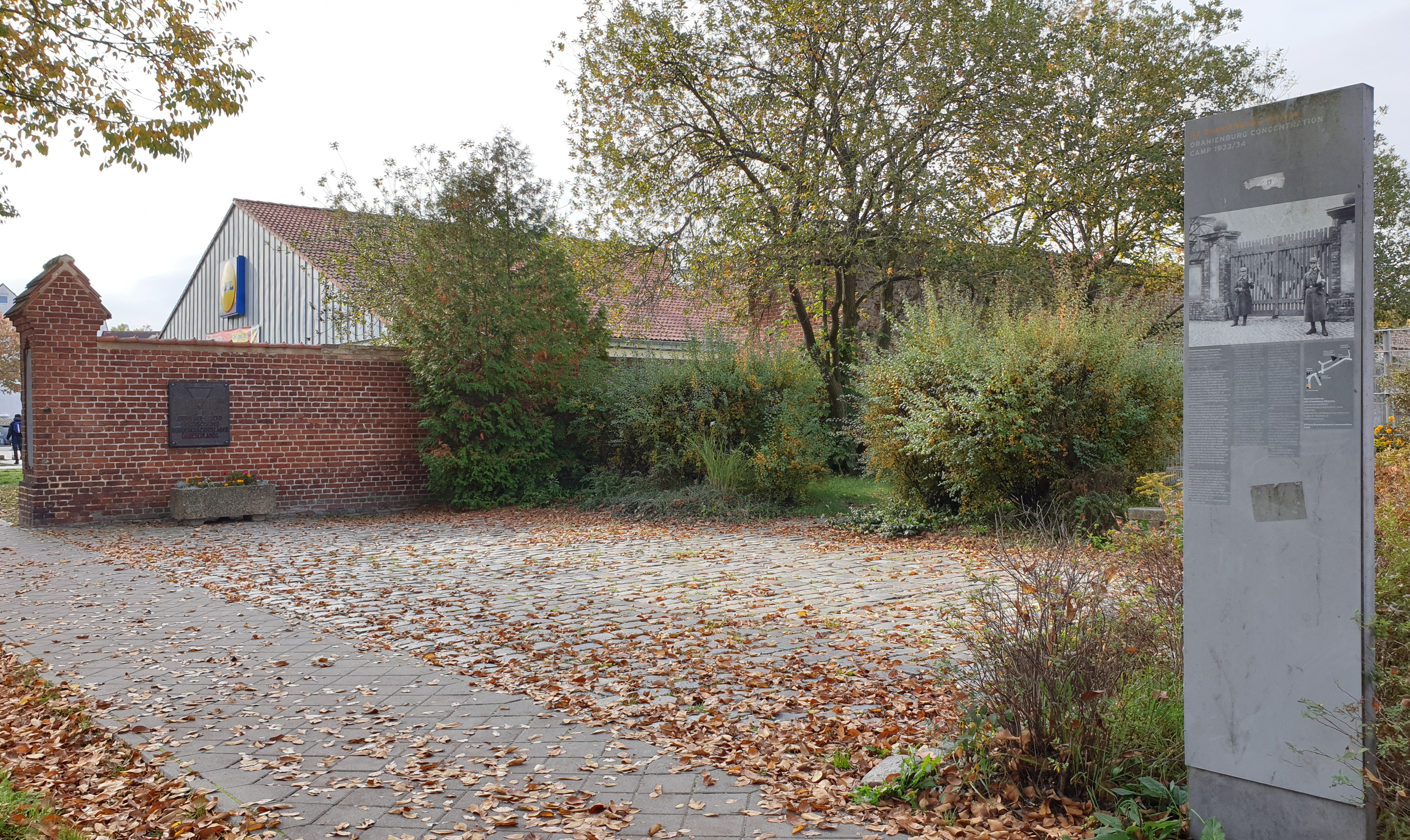
النصب التذكاري لمعسكر أورانينبورغ على موقع المخيم، برلينر شتراسه، أورانينبورغ. جدار الطوب هو كل ما تبقى من مصنع الجعة.

استولت قوات الأمن الخاصة على السجن في 4 يوليو 1934، عندما قام النظام بقمع جيش الإنقاذ. تم إغلاقه وتم استبداله لاحقًا في المنطقة بمحتشد اعتقال ساشسينهاوزن في عام 1936. عند الإغلاق، احتجز السجن أكثر من 3000 سجين، توفي 16 منهم.

## معسكرات الاعتقال المبكرة الأخرى
- معسكر اعتقال Breslau-Dürrgoy في Breslau (منذ عام 1945 فروتسواف ، بولندا) [4]
- معسكر اعتقال Esterwegen
- معسكر اعتقال كمنا
- معسكر اعتقال Sonnenburg
- معسكر اعتقال فولكانويرفت في منطقة بريدو في ستيتين (منذ عام 1945 شتشتين ، بولندا)